# Dr16

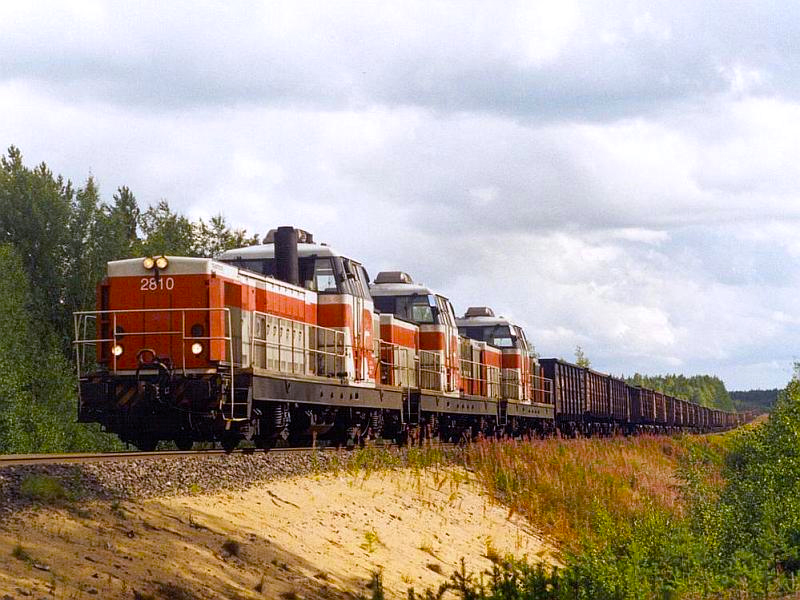
Tre Dr16-lok drar ett 5200 tons järnpelletståg i Pikkarala på banan Uleåborg-Kontiomäki.

Dr16 är beteckningen på VR:s nyaste dieselloksserie. Dr16-loken byggdes sammanlagt 23 stycken under åren 1985–1992 och är numrerade 2801–2823. Loken 2801–2804 och 2814 har skrotats. 2801–2804 var provlok.
Dr16-loken är avsedda som linjelok och är stationerade i Uleåborg och Joensuu. Loken används i så väl gods- som persontåg. Dr16 är VR:s enda dieselloktyp som klarar av att mata 1500 V 50 Hz-växelström till vagnar för uppvärmning mm.